# ليفربول موسم 2011–12
كان موسم 2011–12 هو الموسم الـ120 في تاريخ نادي ليفربول لكرة القدم، والعام الخمسين على التوالي في الدوري الإنجليزي الممتاز، لكنهم لم يشاركوا في أي مسابقة من مسابقات الاتحاد الأوروبي لكرة القدم لأول مرة منذ موسم 1999–2000.